# Васіле Жардан
Васіле Ярдан (рум. Vasile Jardan, нар. 20 липня 1993, Кишинів) — молдовський футболіст, захисник клубу «Мілсамі» та молодіжної збірної Молдови.
Виступав також за клуб «Оцелул».
Володар Кубка Молдови. Володар Суперкубка Молдови. Чемпіон Молдови.

## Клубна кар'єра
У дорослому футболі дебютував 2011 року виступами за команду «Дачія» (Кишинів), в якій провів чотири сезони, взявши участь у 20 матчах чемпіонату. 
Згодом з 2015 по 2021 рік грав у складі команд «Академія УТМ», «Дачія» (Кишинів), «Динамо-Авто» та «Мілсамі».
Своєю грою за останню команду привернув увагу представників тренерського штабу клубу «Оцелул», до складу якого приєднався 2021 року. Відіграв за команду з Галаца наступні три сезони своєї ігрової кар'єри.
Протягом 2024—2025 років захищав кольори клубу «Петрокуб».
До складу клубу «Мілсамі» приєднався 2025 року. Станом на 25 травня 2024 року відіграв за клуб з Оргієва 9 матчів у національному чемпіонаті.

## Виступи за збірні
У 2011 році дебютував у складі юнацької збірної Молдови (U-19), загалом на юнацькому рівні взяв участь у 3 іграх.
Протягом 2013–2014 років залучався до складу молодіжної збірної Молдови. На молодіжному рівні зіграв у 9 офіційних матчах.

## Титули і досягнення
- Володар Кубка Молдови (1):

«Мілсамі»: 2017-2018
- Володар Суперкубка Молдови (2):

«Дачія» (Кишинів): 2011
«Мілсамі»: 2019
- Чемпіон Молдови (1):

«Мілсамі»: 2024-2025